# Flamingo

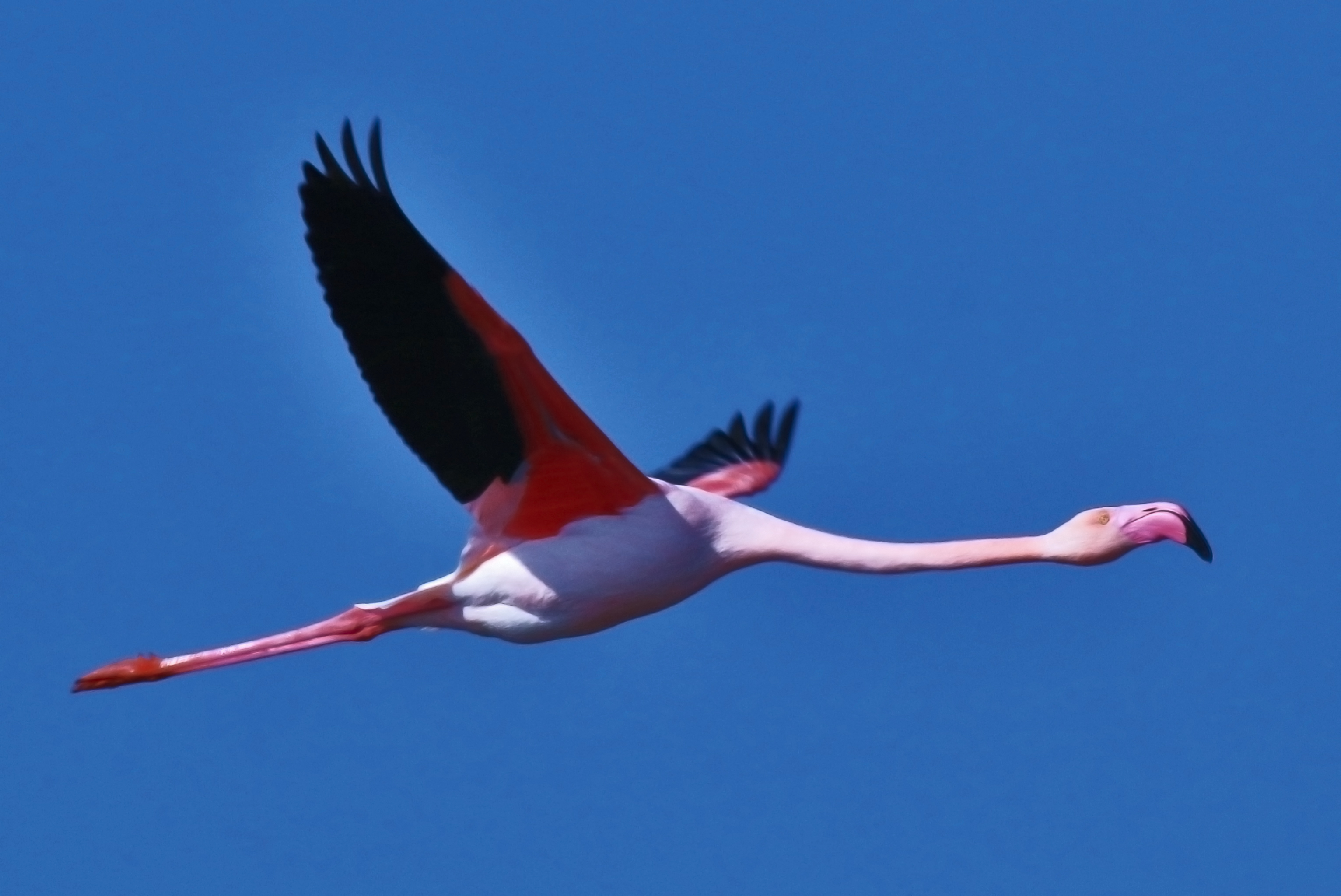
Um flamingo voando.

Flamingo é uma ave pertencente à família Phoenicopteridae da ordem Phoenicopteriformes. Anteriormente pertencia a ordem Ciconiiformes. Tradicionalmente todas as espécies eram incluídas no género Phoenicopteruss,  mas actualmente o flamingo-andino e o flamingo-de-james são considerados um gênero à parte, Phoenicoparrus, por causa de certas diferenças no bico, e o flamingo-pequeno também foi incluído no seu próprio género, Phoeniconaias.

## Morfologia
Os flamingos são aves pernaltas, de bico encurvado, que medem entre 90 e 150 cm. Sua coloração vem da alimentação rica em carotenos, que são pigmentos que eles conseguem através de algas e camarões, por exemplo.

## Ecologia e biologia
Os flamingos são aves gregárias, que vivem em bandos numerosos junto a zonas aquáticas. Algumas espécies conseguem inclusivamente habitar zonas de salinidade extrema, como os lagos africanos do Vale do Rift. É a ave nacional das Bahamas.

### Em Portugal
Em Portugal é uma ave comum no Inverno nas zonas húmidas litorais desde o estuário do Tejo até ao Algarve. Só foram registadas tentativas de nidificação, em 2010, e, antes disso, na década de 1980, ambas na região algarvia, mas sem sucesso.
Até 2021, só nasceram flamingos em cativeiro, nomeadamente no Zoo de Lourosa e no Jardim Zoológico de Lisboa.
Em 2021, pela primeira vez, existem duas colónias de flamingos a nidificar em duas áreas protegidas sob a gestão do ICNF, onde se estima um valor considerável de ninhos nas duas colónias
A população de flamingos tem vindo a aumentar no país, mesmo em zonas húmidas onde antes era pouco observada. No entanto, a espécie continuava sem nidificar em Portugal, por razões científicas desconhecidas.
A diminuição da actividade humana devida às restrições impostas pela pandemia de covid-19, aliada ao aumento das áreas de alimentação e repouso da espécie em Portugal – constatada por vigilantes da natureza e técnicos do Centro de Estudos de Migrações e Protecção de Aves do ICNF –, podem ter contribuído para facilitar a sua reprodução.

## Espécies
| Espécies                                    | Localização Geográfica                                                                              | Localização Geográfica |
| ------------------------------------------- | --------------------------------------------------------------------------------------------------- | ---------------------- |
| Flamingo-comum (Phoenicopterus roseus)      | Partes da África, sul e sudoeste da Ásia, sul da Europa (mais difundido)                            |                        |
| Flamingo-chileno (Phoenicopterus chilensis) | Região temperada da América do Sul                                                                  |                        |
| Flamingo-americano (Phoenicopterus ruber)   | Da Flórida, passando pelo Caribe, Ilhas Galápagos até a costa norte da América do Sul (Cabo Orange) |                        |
| Flamingo-pequeno (Phoeniconaias minor)      | África (p.ex. Vale do Rift) até noroeste da Índia (mais numeroso)                                   |                        |
| Flamingo-de-james (Phoenicoparrus jamesi)   | América do Sul                                                                                      |                        |
| Flamingo-andino (Phoenicoparrus andinus)    | América do Sul (exclusivamente nos Andes chilenos)                                                  |                        |